# Comte de Cumberland

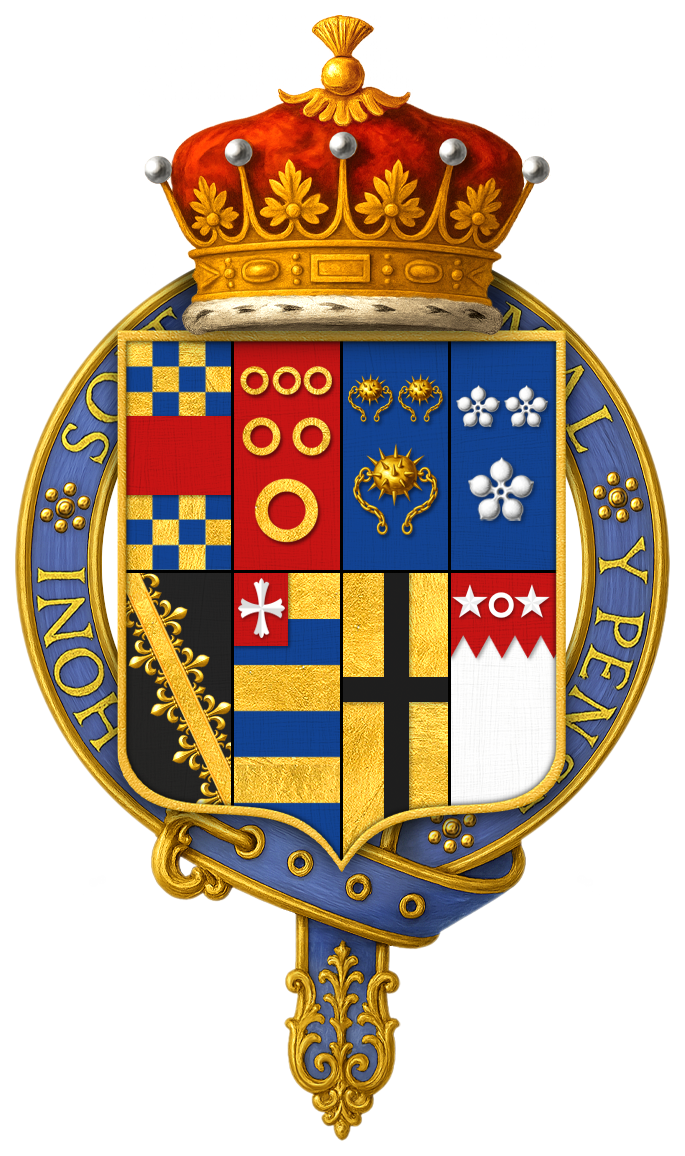
Armes de Sir Henry Clifford KG, créé 1re comte de Cumberland

Le titre de comte de Cumberland a été créé dans la pairie d'Angleterre le 18 juin 1525 pour Sir Henry Clifford KG, 11e baron de Clifford. Le titre s'éteint avec le cinquième comte en 1643, faute de descendant mâle.
Les héritiers apparents des comtes peuvent utiliser le titre subsidiaire de baron de Clifford. Le cinquième et dernier comte fut convoqué au parlement au titre de baron Clifford en 1628 avant d'hériter des titres familiaux.

Armes de Clifford

## Liste des comtes
- 1525-1542 : Henry Clifford (v. 1493-1542), 1er comte et 11e baron de Clifford[3];
- 1542-1570 : Henry Clifford (1517-1570), 2e comte, fils du précédent ;
- 1570-1605 : George Clifford (1558-1605), 3e comte. fils du précédent ;
- 1605-1641 : Francis Clifford (1559-1641), 4e comte, frère du précédent ;
- 1641-1643 : Henry Clifford (1592–1643), 5e comte, créé par mandat 1er baron Clifford (1628).

## Sources
- Oxford Dictionary of National Biography, Oxford University Press, 2004.